# Mykotoksykoza
Mykotoksykoza – choroba ludzi i zwierząt wywołana zatruciem mykotoksynami wytwarzanymi przez grzyby. Nazwą tą obejmuje się zatrucie ostre, chroniczne lub
przewlekłe po spożyciu mykotoksyn i należy je odróżnić od mykozy – choroby wywołanej rozwojem grzybów w organizmie ludzkim lub
zwierzęcym. Do mykoz należą np. często występujące grzybica skóry lub rzadsze grzybice narządowe. Badaniem mykotoksyn zajmuje się interdyscyplinarna nauka mykotoksykologia. Gwałtowny jej rozwój nastąpił po 1960 r., w którym w Anglii wskutek masowego zatrucia mykotoksynami zginęło około 100 tysięcy indyków.

## Mykotoksykoza u ludzi
Najdawniej znanym typem mykotoksykoz jest ergotyzm, czyli ciężkie zatrucia ziarnem zbóż zawierającym sporysz. W Europie zatrucia nimi u ludzi znane są od średniowiecza. Objawiają się halucynacjami i przykurczami mięśni, prowadzącymi z powodu niedokrwienia do martwicy tkanek (w szczególności kończyn), a przy większej dawce śmiercią. U owiec i bydła powodują paraliż, często kończący się śmiercią.
Rozwijające się na kłosach pszenicy, pszenżyta, jęczmienia i wielu gatunkach traw grzyby z rodzaju Claviceps wytwarzają sklerocja zawierające szereg
toksyn. Są one przyczyną wielu zatruć zwierząt na kontynencie australijskim i w Nowej Zelandii.
Od 1894 r. w armii japońskiej występowała podobna do beri-beri choroba żółtego ryżu objawiająca się porażeniem układu nerwowego i paraliżem. Wówczas nie znano jej przyczyn, współczesne badania wykazały, że powodują ją barwiące ryż na żółto metabolity grzyba Penicillium: cytreowirydyna, luteoskiryna, islanditoksyna, cytrynina i inne.
W latach 1890, 1913, 1941–1945 u 10% ludności w rejonie ussuryjskim na Syberii wystąpiły zatrucia produktami zbożowymi powodujące chorobę o nazwie żywieniowa białaczka toksyczna. Objawiała się wymiotami, porażeniem układu nerwowego i krwiotwórczego i u 60% porażonych nią spowodowała śmierć. Przyczyną okazał się rozwój na przechowywanym ziarnie mykotoksyn wytwarzanych przez grzyby z rodzaju Fusarium, głównie Fusarium sporotrichioides i Fusarium poae. Te same toksyny do dzisiaj powodują liczne zatrucia zwierząt w wielu krajach.
Po drugiej wojnie światowej w krajach bałkańskich wystąpiła mykotoksykoza o nazwie endemiczna nefropatia bałkańska. Jest to nieuleczalna choroba nerek. W byłej Jugosławii choruje na nią ok. 4% ludności. Przyczyną jest obecność w żywności silnie uszkadzającej nerki ochratoksyny A. Powstaje ona w czasie magazynowania ziarna zbóż, później w postaci paszy przedostaje się do mięsa trzody i wyrobów mięsnych, szczególnie podrobów, a także kiełbas i szynek.
W latach 70. XX wieku ponad 100 osób zmarło w Indiach wskutek ostrego uszkodzenia wątroby spowodowanego spożyciem kukurydzy zanieczyszczonej aflatoksynami. Są to jedne z najsilniejszych związków rakotwórczych i dłuższe ich spożywanie, nawet w niewielkich ilościach znacznie mniejszych od dawki śmiertelnej, może indukować nowotwory wątroby.